# Renee Humphrey
Renee Humphrey (San Mateo, 27 de enero de 1975) es una actriz de cine y televisión estadounidense.

## Carrera
Su papel como Hillary en la película independiente Fun le valió el galardón "Outstanding Performance" en el Festival de cine de Sundance en 1994. En 1995 hizo parte del elenco en la película Mallrats del director Kevin Smith, interpretando a Trisha "Trish the Dish" Jones. En 2001 colaboró nuevamente con el director en Jay and Silent Bob Strike Back. Ha aparecido en series de televisión como The Wonder Years, Empty Nest y Diagnosis: Murder.
Humphrey tiene una relación sentimental con el actor Trevor Fehrman desde 2006.

## Filmografía

### Cine
| Año  | Título                         | Rol                    | Notas          |
| ---- | ------------------------------ | ---------------------- | -------------- |
| 1993 | Jailbait                       | Kyle Bradley           | Video          |
| 1994 | Fun                            | Hillary                |                |
| 1994 | The Privilege Cage             | Anna                   | Película corta |
| 1995 | The Cure                       | Angle                  |                |
| 1995 | French Kiss                    | Lilly                  |                |
| 1995 | Devil in a Blue Dress          | Bárbara                |                |
| 1995 | Mallrats                       | Tricia Jones           |                |
| 1996 | Cadillac Ranch                 | Mary Katherine Crowley |                |
| 1996 | Drawing Flies                  | Meg                    |                |
| 1997 | Lover Girl                     | Annie / 'Teddy'        |                |
| 1999 | The Sex Monster                | Didi                   |                |
| 2000 | Chicks, Man                    | Stephanie              |                |
| 2000 | Urban Mythology                | Laura Saunders         |                |
| 2001 | Hard Luck                      | Sheryl Billings        |                |
| 2001 | Jay and Silent Bob Strike Back | Tricia Jones           |                |
| 2001 | Perfect Fit                    | Amanda                 |                |
| 2005 | Conflict                       | Samantha               | Película corta |
| 2006 | Family                         | Jean                   |                |

### Televisión
| Año       | Título                   | Rol              | Notas                                                  |
| --------- | ------------------------ | ---------------- | ------------------------------------------------------ |
| 1992      | Tequila and Bonetti      | Fugitiva         | "Teach Your Children"                                  |
| 1992-1993 | Reasonable Doubts        | Martha Novak     | "Home Is Where the Heart Is", "Run Through the Jungle" |
| 1993      | The Wonder Years         | Hayley Green     | "Nose"                                                 |
| 1993      | CBS Schoolbreak Special  | Erin Chapman     | "Big Boys Don't Cry"                                   |
| 1993      | Empty Nest               | Keree            | "Aunt Verne Knows Best"                                |
| 1993      | In the Heat of the Night | Cassie Green     | "A Baby Called Rocket"                                 |
| 1993      | The Commish              | Caroline Wallace | "Mansion"                                              |
| 1995      | Fighting for My Daughter | Jessie           | Película para TV                                       |
| 1999      | Providence               | Dana Maguire     | "All Good Dogs Go to Heaven"                           |
| 1999      | Diagnosis: Murder        | Holly Harris     | "Murder at Midterm"                                    |